# ساختار منافذ
ساختار منافذ اصطلاح رایجی است که برای توصیف تخلخل ، اندازه منافذ، توزیع اندازه منافذ و مورفولوژی منافذ

میکرو سی تی محیط متخلخل: منافذ محیط متخلخل به رنگ بنفش و ماتریکس متخلخل نفوذناپذیر به رنگ سبز-زرد نشان داده شده است.

(مانند شکل منافذ، زبری سطح و پیچ خوردگی کانال‌های منفذی) یک محیط متخلخل به کار می‌رود.   اینها ، منافذی هستند که در ماتریس متخلخل غیرقابل نفوذ سطوح قرار دارند که گازها، مایعات یا حتی ذرات میکروسکوپی خارجی می توانند در آنها ساکن شوند.  ساختار منافذ و جریان سیال در محیط متخلخل ارتباط نزدیکی با هم دارند.
شعاع منافذ در مقیاس میکرونانو،بر اتصال پیچیده و ناهمگنی قابل توجه،  پیچیدگی ساختار منافذ بر هدایت هیدرولیکی و ظرفیت نگهداری این سیالات تأثیر می گذارد.  نفوذپذیری ذاتی مشخصه ای است که عمدتاً تحت تأثیر ساختار منافذ است و عوامل فیزیکی اساسی حاکم بر جریان و توزیع سیال عبارتند از نسبت سطح دانه به حجم و شکل دانه. 
این ایده که فضای منافذ از شبکه‌ای از کانال‌ها تشکیل شده است که سیال می‌تواند از طریق آن جریان یابد، بسیار مفید است. منافذ بخش‌های نسبتاً نازکی هستند که بخش‌های نسبتاً بزرگی را که به عنوان بدنه‌های منفذی شناخته می‌شوند، تقسیم می‌کنند. سایر تشابهات تشریحی عبارتند از "شکم" یا "کمر" برای ناحیه وسیع منافذ و "گردن" یا "گلو" برای قسمت منقبض. بدنه های منفذی، شکاف های بین دانه ای با ابعادی هستند که عموماً به طور قابل توجهی کوچکتر از ذرات اطراف در محیطی هستند که فضای منافذ بافتی غالب است، مانند ماسه. از طرف دیگر، کرمچاله  را می توان به عنوان یک منفذ منفرد در نظر گرفت اگر قطر آن عملاً در طول آن ثابت باشد.
چنین منافذی می توانند یکی از سه نوع مرز را داشته باشند: (1) انقباض، که صفحه ای در سراسر باریک ترین قسمت محلی از فضای منافذ است. (2) رابط با منافذ دیگر (مانند کرمچاله یا ترک). یا (3) رابط با جامد. 

## تخلخل

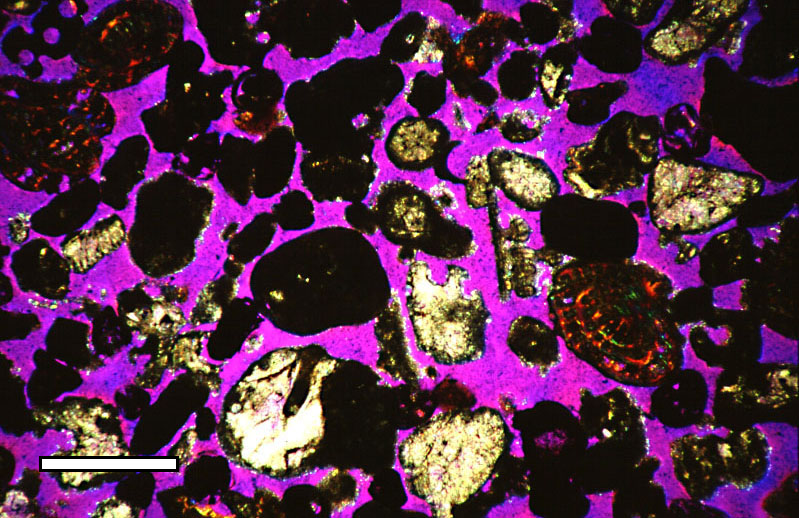
تخلخل به صورت رنگ بنفش نشان داده شده است (بخش نازک زیر صفحه گچی از دانه های کربنات میکروسکوپی). میله ترازو 500 میکرومتر.

نسبت فضای خالی در یک محیط متخلخل را تخلخل می گویند.  با تقسیم حجم منافذ یا فضای خالی بر حجم کلی تعیین می شود. به صورت درصد یا کسری اعشاری بین 0 و 1 بیان می شود. تخلخل برای اکثر سنگ ها از کمتر از 1٪ تا 40٪ متغیر است.
تخلخل بر ذخیره سیال در سیستم‌های زمین گرمایی، میادین نفت و گاز و سفره‌های زیرزمینی تأثیر می‌گذارد و این امر نشان می‌دهد که نقش مهمی در زمین‌شناسی دارد. حرکت و انتقال سیال در میان سازنده های زمین شناسی، و همچنین ارتباط بین خواص توده ای سنگ و ویژگی های کانی های خاص، توسط اندازه و اتصال ساختار متخلخل کنترل می شود. 

## اندازه گیری تخلخل
حجم کل نمونه ها و حجم فضای منافذ به منظور محاسبه تخلخل اندازه گیری شد.
اندازه گیری حجم فضای منافذ
برای محاسبه حجم منافذ از یک پیرومتر هلیوم استفاده شد و بر قانون بویل تکیه کرد. (P 1 V 1 = P 2 V 2 ) و گاز هلیوم که به راحتی از سوراخ های ریز عبور می کند و بی اثر است تا کسر جامد نمونه را شناسایی کند. یک محفظه نمونه با حجم مشخص جایی است که هسته در آن قرار می گیرد. فشار به یک محفظه مرجع با حجم مشخص اعمال می شود. گاز هلیوم اکنون ممکن است به لطف اتصال بین دو اتاق از محفظه مرجع به محفظه نمونه برود. حجم نمونه جامد با استفاده از نسبت بین فشار شروع و فشار نهایی محاسبه می شود. حجم منافذ، همانطور که توسط پیکنومتر هلیوم محاسبه می شود، تفاوت بین حجم کل و حجم جامد است. 

## اندازه منافذ و توزیع اندازه منافذ

### اندازه منفذ
به طور معمول، شعاع موثر بدنه منافذ یا گردن برای تعیین اندازه منافذ استفاده می شود.  موقعیت، شکل و اتصال منافذ در جامدات تنها تعدادی از ویژگی‌های متعدد آنهاست و ساده‌ترین جنبه منافذ برای تجسم احتمالاً اندازه آن یا وسعت آن در یک بعد فضایی واحد است.
در مقایسه با سایر عوامل مانند شکل منافذ، می توان بحث کرد که اندازه منافذ بیشترین یا گسترده ترین تأثیر را بر ویژگی های جامدات دارد. بنابراین، استفاده از اندازه منافذ یا توزیع اندازه منافذ برای توصیف تضاد مواد متخلخل مختلف قطعاً راحت و ارزشمند است. 
سه محدوده اندازه منافذ اصلی (طبقه بندی فعلی اندازه منافذ توصیه شده توسط اتحادیه بین المللی شیمی خالص و کاربردی) به شرح زیر است: 
| میکرومنافذ | عرض منافذ کوچکتر از 2 نانومتر |
| مزوپورها   | عرض منافذ بین 2 تا 50 نانومتر |
| Macropore  | عرض منافذ بیشتر از 50 نانومتر |

### توزیع اندازه منافذ
فراوانی نسبی اندازه منافذ در حجم معمولی خاک با توزیع اندازه منافذ نشان داده می شود. این تابع با تابع f(r) نشان داده می شود که مقدار آن متناسب با حجم کل همه منافذی است که شعاع موثر آنها در محدوده بینهایت کوچک متمرکز بر r است. و f(r) را می توان دارای اجزای بافتی و ساختاری دانست. 

#### اندازه گیری توزیع اندازه منافذ
تخلخل سنجی نفوذ جیوه  و جذب گاز ، تکنیک های رایج برای تعیین توزیع اندازه منافذ مواد و منابع قدرت هستند.
هنگام مطالعه توزیع اندازه منافذ با استفاده از تکنیک جذب گاز با استفاده از ایزوترم جذب نیتروژن یا آرگون در دمای جوش آنها، می توان اندازه منافذ را از سطح مولکولی تا چند صد نانومتر تعیین کرد. محدودیت های دقیق سنسور فشار و پایداری دمای مایع خنک کننده منجر به حداکثری شدن اندازه منافذ مشاهده شده کمی بیشتر از 100 nm در یک محیط واقعی می شود.  
تخلخل سنجی جیوه توزیع اندازه منافذ را تعیین می کند و با اعمال فشار به جیوه غیر مرطوب، مقدار نفوذ مرتبط را کم می کند. اندازه منافذ را می توان به راحتی با استفاده از این روش تخمین زد و از چند نانومتر تا 1000 متر متغیر است. این ماده باید به اندازه کافی محکم باشد تا فشار را تحمل کند زیرا نفوذ جیوه به فشار 140 مگاپاسکال برای منافذ کوچکتر از 10نانومتر نیاز دارد. علاوه بر این، از این ایده برای تعیین اندازه منافذ گردن بطری جوهر استفاده می کند. 

### رابطه اندازه منافذ با توزیع اندازه منافذ
انتظار می رود که رابطه بین اندازه منافذ و توزیع اندازه منافذ در یک سیستم متخلخل که به طور تصادفی ساخته شده است یکنواخت باشد: منافذ بزرگتر به ذرات بزرگتر متصل می شوند. رابطه بین اندازه منافذ و اندازه ذرات به دلیل ماهیت غیر تصادفی بیشتر خاک ها پیچیده است. منافذ بزرگ ممکن است در ذرات بزرگ و ریز، از جمله خاک رس، یافت شود، که باعث تجمع و در نتیجه ایجاد منافذ بزرگ بین دانه‌ها می‌شود. تقسیم‌بندی‌های توزیع اندازه منافذ در محیط‌هایی با ساختار تصادفی می‌توانند ویژگی‌های خاص‌تری از خاک‌ها را با مفهوم‌سازی‌های پیچیده‌تر، مانند پسماند احتباس آب خاک بیان کنند. 

### مورفولوژی منافذ
مورفولوژی منافذ شکل، زبری سطح و پیچ خوردگی کانال های منفذی است که فازهای مایع و گازی را نشان می دهد. 

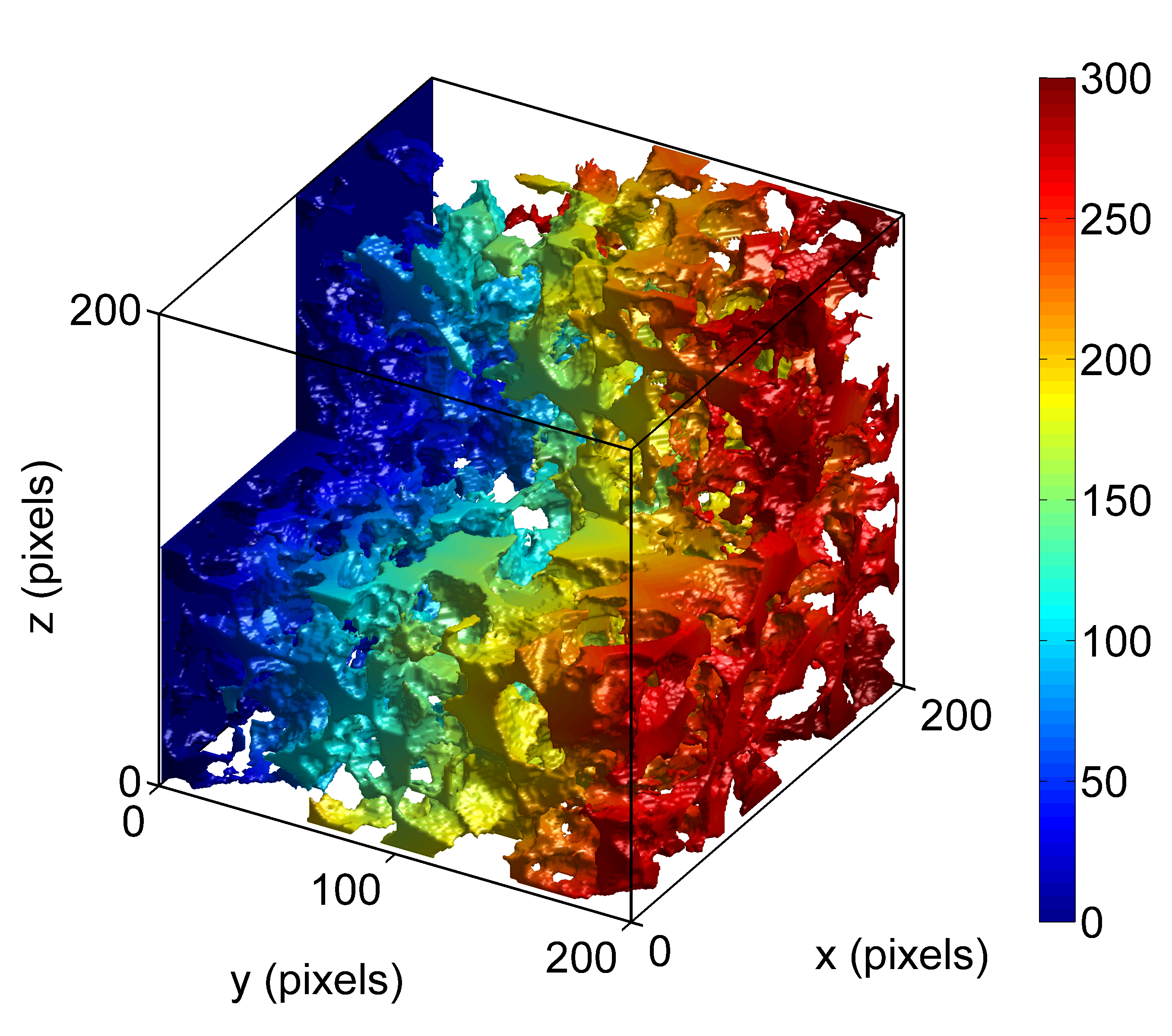
نسبت طول کوتاه‌ترین مسیرها بین دو نقطه با فضای منافذ به فاصله خط مستقیم، پیچ‌خوردگی است که توسط میکروتوموگرافی اشعه ایکس تصویربرداری شده است.

### پیچ خوردگی کانال های منافذ
پیچ خوردگی کانال های منفذی یک کمیت هندسی منحصر به فرد است که نه تنها برای اندازه گیری ویژگی های حمل و نقل سیستم متخلخل، بلکه برای بیان سینوسیته و پیچیدگی مسیرهای نفوذ داخلی استفاده می شود.   
Toruosity ارتباط نزدیکی با رفتار انتقال رسانایی الکتریکی ، نفوذ سیال،  انتشار مولکولی و انتقال حرارت در علم زمین دارد که بر پارامترهای پتروفیزیکی مانند نفوذپذیری، نفوذ موثر، هدایت حرارتی و ضریب مقاومت تشکیل تاثیر می گذارد.  

### زبری سطح
تعریف استاندارد زبری سطح برای محیط متخلخل بر اساس میانگین مقدار مختصات عمودی اندازه گیری شده در مقایسه با ارتفاع نسبی سطح، مانند زبری ریشه-متوسط مربع یا زبری محاسباتی است. با این حال ، فقدان در نظر گرفتن توپولوژی فراکتال منجر به این شد که تعریف ارتفاع سطح نسبی در واقعیت ناکافی تلقی شود.  
نسبت "مساحت سطح واقعی" به "مساحت سطح صاف هندسی" به عنوان دومین تعریف از زبری سطح استفاده شد. این تعریف در چندین تحقیق برای تغییر معادلات جریان یا اندازه‌گیری سطح سطحی سیال-سیال اعمال شده است.  
ایده اساسی هندسه فراکتال جایی است که سومین تعریف زبری سطح از آنجا می آید،  که در آن سطوح منفذی (دو بعدی) یا کل محیط متخلخل (سه بعدی) را با استفاده از تنظیمات ابعاد فراکتال اصلاح می کند و در نتیجه بزرگتر می شود. گاهی اوقات  ابعاد سطح یا کاهش ابعاد رسانه در یک تعریف مشابه، استفاده می شود. این کمیت که از 0 تا 1 را در بر می گیرد، به بعد فراکتال متصل است. 

### همچنین ببینید
Reactive transport
Permeability
Porous medium
Filtration
Poro mechanics
Bulk density